# Quararibea lasiocalyx
Quararibea lasiocalyx là một loài thực vật có hoa trong họ Cẩm quỳ. Loài này được (K.Schum.) Vischer miêu tả khoa học đầu tiên năm 1919.